# اس‌ام یوبی-۱۰۷
اس‌ام یوبی-۱۰۷ (به انگلیسی: SM UB-107) یک زیردریایی است که طول آن ۵۵٫۳ متر (۱۸۱ فوت) می‌باشد. این زیردریایی در سال ۱۹۱۷ ساخته شد.